# Houston Stewart Island
Houston Stewart Island – niezamieszkana wyspa w Archipelagu Arktycznym, w regionie Qikiqtaaluk, na terytorium Nunavut, w Kanadzie. W pobliżu Houston Stewart Island położone są wyspy: Baring Island, Baillie-Hamilton Island, Little Cornwallis Island, Dundas Island i Margaret Island.